# Jay Cooke
Jay Cooke, né le 10 août 1821 à Sandusky (Ohio) et mort le 8 février 1905 à Ogontz (en) (Philadelphie), est un homme d'affaires américain qui crée une des premières banques d'investissement américaines Jay Cooke & Co dont les émissions d'obligations à grande échelle ont permis de financer la guerre de Sécession.

## Biographie
Fils d'Eleutheros Cooke (1787-1864), un avocat de l'Ohio affilié au Parti whig et député de l'Ohio de 1831 à 1833, il grandit sur la "frontière sauvage". Son frère Henry David Cooke (1825-1881) est un financier, journaliste et homme politique américain. 
Jay Cooke commence comme employé de la société financière E.W. Clark & Co, qui fait faillite lors de la Panique de 1857, le forçant à rechercher un autre emploi. En 1860, il s'associe avec son beau-frère William G. Moorhead pour créer la banque Jay Cooke & Co. 
Il invente les "five-twenties", des obligations qui rapportent un intérêt de 6 %, d'une durée de 20 ans mais que le porteur peut se faire rembourser, s'il le souhaite, au bout de seulement 5 ans, mécanisme qui lui permet de les placer dans le grand public, alors que jusque-là le gouvernement ne plaçait ses obligations qu'au sein du milieu bancaire. L'intérêt est payable en or, ce qui rassure les petits épargnants.
Sa société a opéré à elle seule le placement d'environ 22 % des emprunts publics liés à la guerre de Sécession dont le total avoisine 2 milliards de dollars.
Avec la complicité de certains hommes politiques, il parvient durant l'administration Grant à détourner 17 millions de dollars grâce à des contrats frauduleux. Il investit des dizaines de milliers de dollars en 1872 pour favoriser la réélection de Grant, qualifiant celle-ci de « question de vie ou de mort ».
Son frère et lui sont ruinés par le krach de 1873, déclenché par l'échec de l'Expédition de la rivière Yellowstone, leur banque ayant acheté un trop grand nombre d'obligations de la compagnie de chemin de fer Northern Pacific Railway. Son rival, l'homme d'affaires John Pierpont Morgan s'emploie alors à exploiter ses soutiens politiques au Congrès pour le priver de ses subventions gouvernementales. Privé de l'appui financier de l’État, il est incapable de rembourser ses dettes. Son gendre Charles D. Barney et son fils Jay Cooke Junior créent la société de courtage boursier Chas. D. Barney & Co. en décembre 1873.
En 1880, Cooke s'était finalement acquitté de ses obligations financières, et ses investissements dans la mine de Horn Silver (Utah), avaient rétabli sa prospérité. Il mourut dans le faubourg d'Ogontz (aujourd'hui Elkins Park) du lotissement de Cheltenham, en Pennsylvanie, le 16 février 1905.